# Decca

Exactitud dels sistemes de navegació

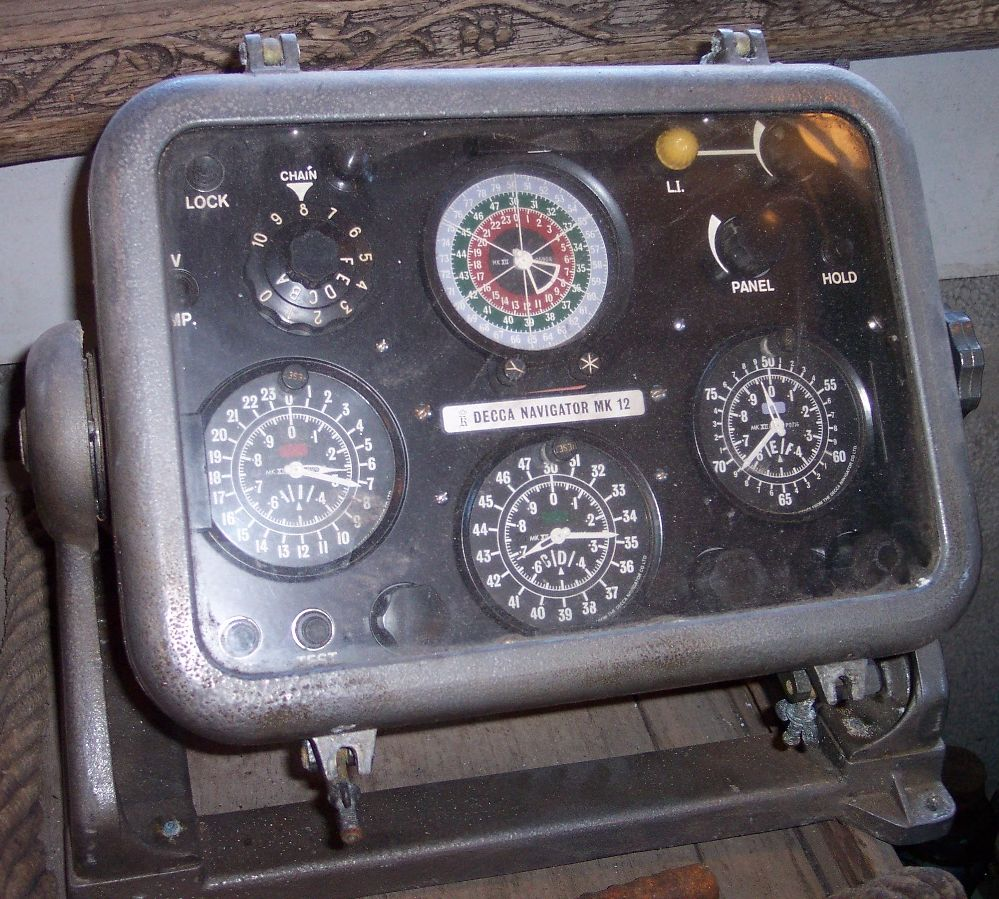
Decca Navigator Mk 12

El sistema de navegació Decca era un sistema de navegació hiperbòlic per ràdio que permetia als vaixells i avions determinar la seva posició rebent senyals de ràdio des de balises de navegació fixes. El sistema usava baixes freqüències de 70 a 129 kHz. Es va desplegar per primera vegada per la Royal Navy durant la Segona Guerra Mundial.
Com en el cas del sistema LORAN C, el seu ús principal era per la navegació de vaixells en aigües prop de la costa. Des del 2000 ha estat substituït per sistemes com l'americà GPS i el planificat europeu GALILEO positioning system.
Existia una mofa popular al sector que deia que les inicials DECCA eren un acrònim de Dedicated Englishmen Causing Chaos Abroad (Anglesos dedicats a causar el caos a l'estranger).